# 前奏曲Op.28, No. 1 (蕭邦)

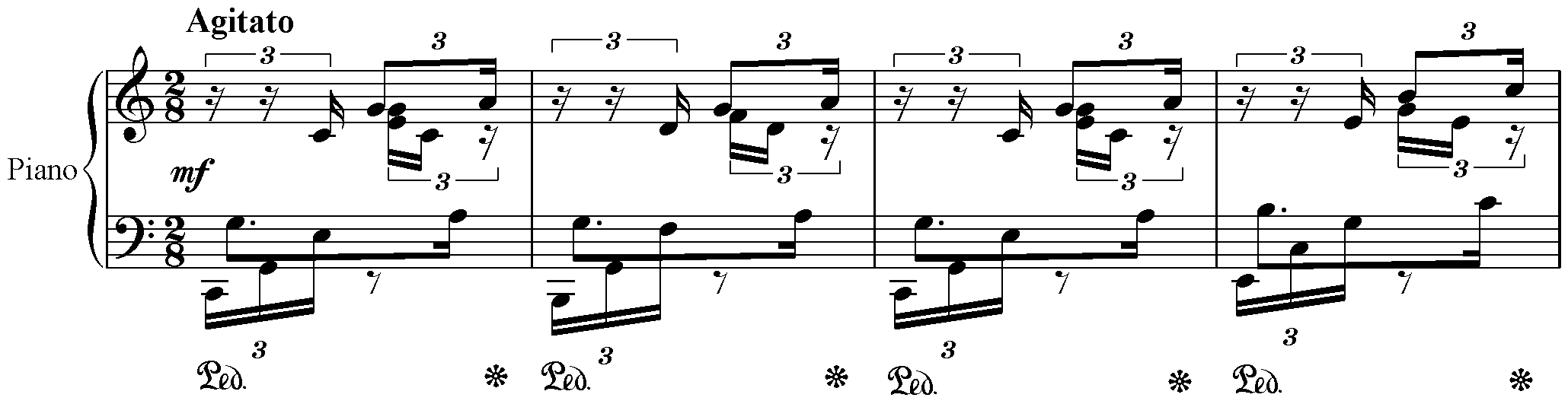
前奏曲Op. 28, No. 1

前奏曲Op. 28, No. 1為蕭邦24首前奏曲中的樂曲，為C大調，Agitato(激動)，2/8拍。全曲共34小節，長約40秒至一分鐘。

## 簡介
此曲被認為具有阿拉伯風格，而且結構上與舒曼《童年即景》第一首有相似之處。除最後一小節外，左手部分在每小節的開首皆有三個十六分音符組成的三連音，而不甚明顯的旋律則由左右手交替奏出。雖技巧上不難，然而雙手的交疊，旋律和伴奏的平衡，有趣的節奏模式和活潑的速度都增加了演繹難度。
在英國及法國初版中，第16至20小節標有「Stretto」，表示樂句的增快，但一些版本如意大利初版則無此標示。
阿爾弗雷德·科爾托將其稱為"對戀人熱切的期待"(Attente fiévreuse de l'aimée)，漢斯·馮·畢羅將其稱為"重聚"(Reunion)。

## 外部連結
- 前奏曲, Op. 28：国际乐谱典藏计划上的乐谱
- 来自乌托邦计划（英语：Mutopia Project）的多种格式乐谱 （页面存档备份，存于）